# Dicranoptycha elsa
Dicranoptycha elsa is een tweevleugelige uit de familie steltmuggen (Limoniidae). De soort komt voor in het Nearctisch gebied.